# معزز

توضيح عمل المعزز: في سلسلة الدنا توجد بروتينات تسمى معاملات النسخ ، وهي تربط نفسها بالمعزز وتحسن من نشاط محفز:
1. DNA
2. معزز
3. Promoter محفز
4. Gene جين
5. بروتين منشط للنسخ
6. Mediator Protein
7. RNA Polymerase

في علم الأحياء، المعزز أو المعزاز (بالإنجليزية: Enhancer)‏ هو قطعة من الدنا في حقيقيات النوى تتألف من تتابعات القواعد النتروجينية تنتمي إلى وحدات التصاوغ الهندسي - مثلها كمثل الكاتم (Silencer). تتكون من 100-300 قاعدة وظيفتها الأساسية هي تعزيز وزيادة تسريع عملية النسخ الجيني. على عكس المحفزات ليس من الضروري وجود المعزز في المنطقة القريبة من المنطقة المراد نسخها، فقد يكون المعزز على بعد مئات أو آلاف القواعد من تلك المنطقة وقد يكون بعدها أو قبلها. تم وصف أول معزز من خلال دراسة الجيينوم لفايروس سيميان 40. وتم اكتشاف أول معزز في الخلايا الحقيقية عند دراسة الجين المسؤول عن تصنيع السلسلة الثقيلة للكلوبين المناعي. ولها دور في ترسيب معقدات النسخ على محفز وتنشط بذلك عملية نسخ أحد الجينات. يتفاعل المعزاز مع المحفز ويعمل على تركيب عدة آلاف من القواعد النتروجينية إما قبل المحفز أو بعده على الرغم من التركيب الحلزوني للدنا - فهو يعزز التقابل الفراغي مع حلزون الدنا في ثلاثة أبعاد، فيما يسمى تصاوغ هندسي.
مناطق المعزازات على الدنا قد تكون بطول 50 - 1500 bp رابطة ببتيدية يمكن لمنشط بروتيني أن يرتبط بها لتحسين نسخ جين.
تسمى تلك البروتينات عادة «معاملات نسخ» transcription factor . وتعمل المعززات عادة بطريقة التصاوغ الهندسي، وقد يبعد موقعها عن الجين المقصود 1.000.000 رابطة ببتيدية وقد تكون قبله أو بعده.

يوجد في مجموع الجينات لإنسان مئات الآلاف من المعزازات.

## وصلات خارجية
- كيفية عمل المعززات (أنيمي)